# 合十

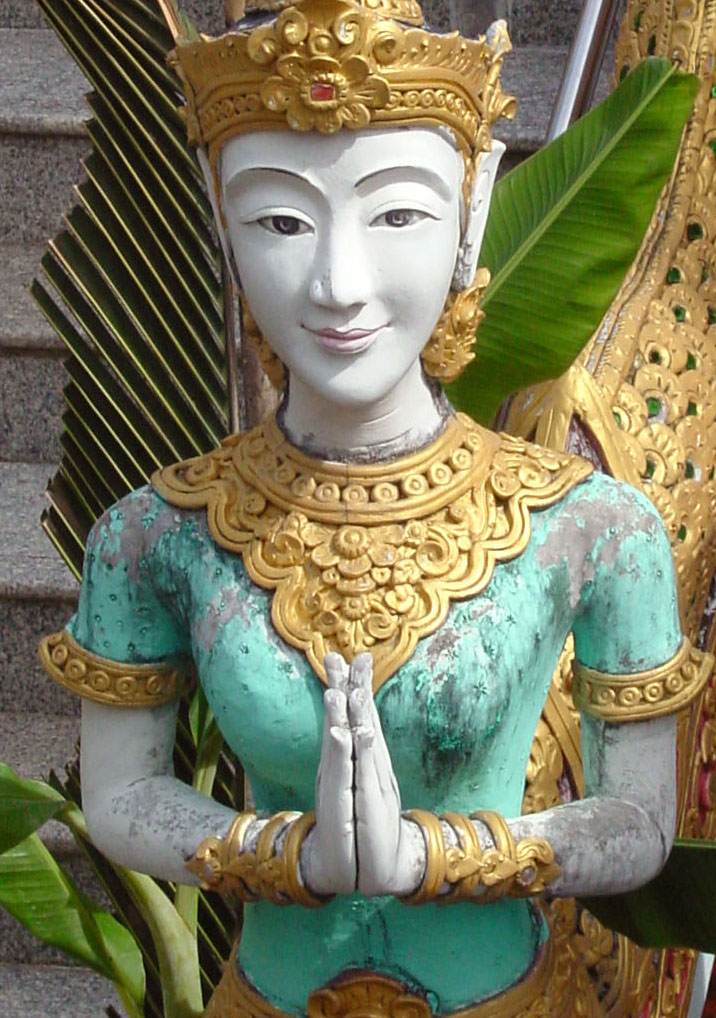
双手合十的雕像。

双手合十（或），又稱合掌，是一种手势，常见于亚洲各地以及亚洲之外的地区。它用来象征着尊重，在印度用于问候，瑜伽也练习此手势，隨著佛教的傳播和現代瑜伽術的推廣，這個手勢被帶入東南亞、東亞等地，并成為常見的禮貌手勢。这个手势并入了许多瑜伽体式。

## 词源
梵语中：
- Anjali意味着“奉献”、“尊敬”、“祝福”、“问候”，源自于anj.，意为“崇敬或庆贺”。[1]

- Mudra意为“手印”。[2]

## 描述

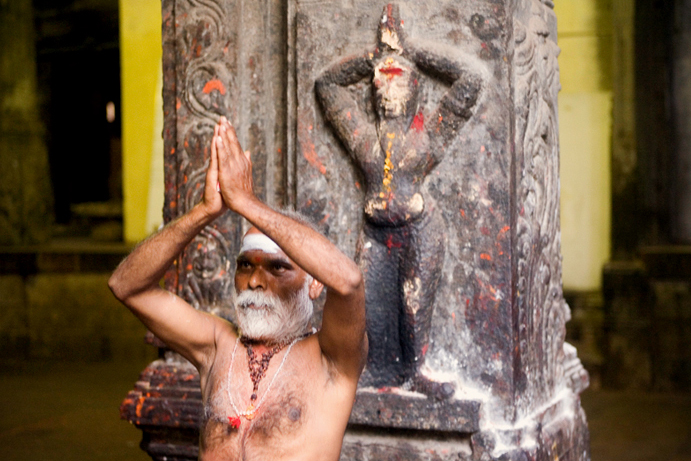
一位苦行僧正双手合十，双手放在头上，他身后的雕像也是同一姿势

双手合十是将两只手掌合在一起，手指合起来，指尖向上。双手均匀牢固地合在一起。
双手合十最常见的姿势是双手当胸，拇指轻轻放在胸骨上。双手也可以放在额头前，拇指尖放在“第三眼”上，或在头上。在一些瑜伽体位，双手合十是在身体的一侧，或在背后。
双手合十一般伴随着头部鞠躬。

## 意義
在印度，可以互道问候語“那摩斯戴”（合十礼）或“Pranam”并作雙手合十。有時也可以雙手合十代替說話表達問候。在佛教中，雙手合十是最基礎的敬意表達，是佛教徒都會使用的手勢。
双手合十用作问候和告别，但比一个简单的“你好”或是“再见”还要意味深长。将双掌合攏，在印度的瑜伽文化中意味著左脑和右脑的联系和统一。在修習瑜伽時，双手合十，可取得一些好处，不仅可缓解心理压力和焦虑，还可帮助练习者专心、静心。

## 符號
在Unicode之表情符號區段中，合十的符號為U+1F64F 🙏 。